# Josh Kornbluth

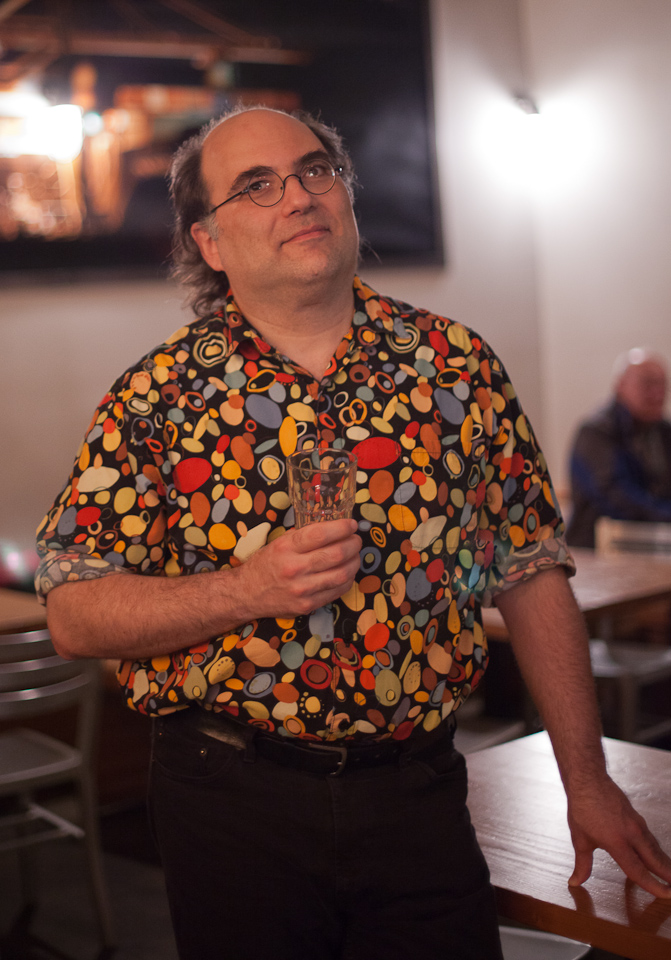
Josh Kornbluth

Josh Kornbluth (1959) é um ator estadunidense da Região Metropolitana de San Francisco, especialista em monólogos autobiográficos, o qual já participou de vários filmes e possui um programa de entrevistas na televisão.

## Biografia
Kornbluth é o mais velho de quatro irmãos. Criado em Nova York, freqüentou a Princeton University, mas desistiu, nunca concluindo a graduação. Trabalhou como copidesque antes de se mudar para San Francisco em 1987. Casou-se com Sara, com quem teve um filho.